# Faro Claromecó

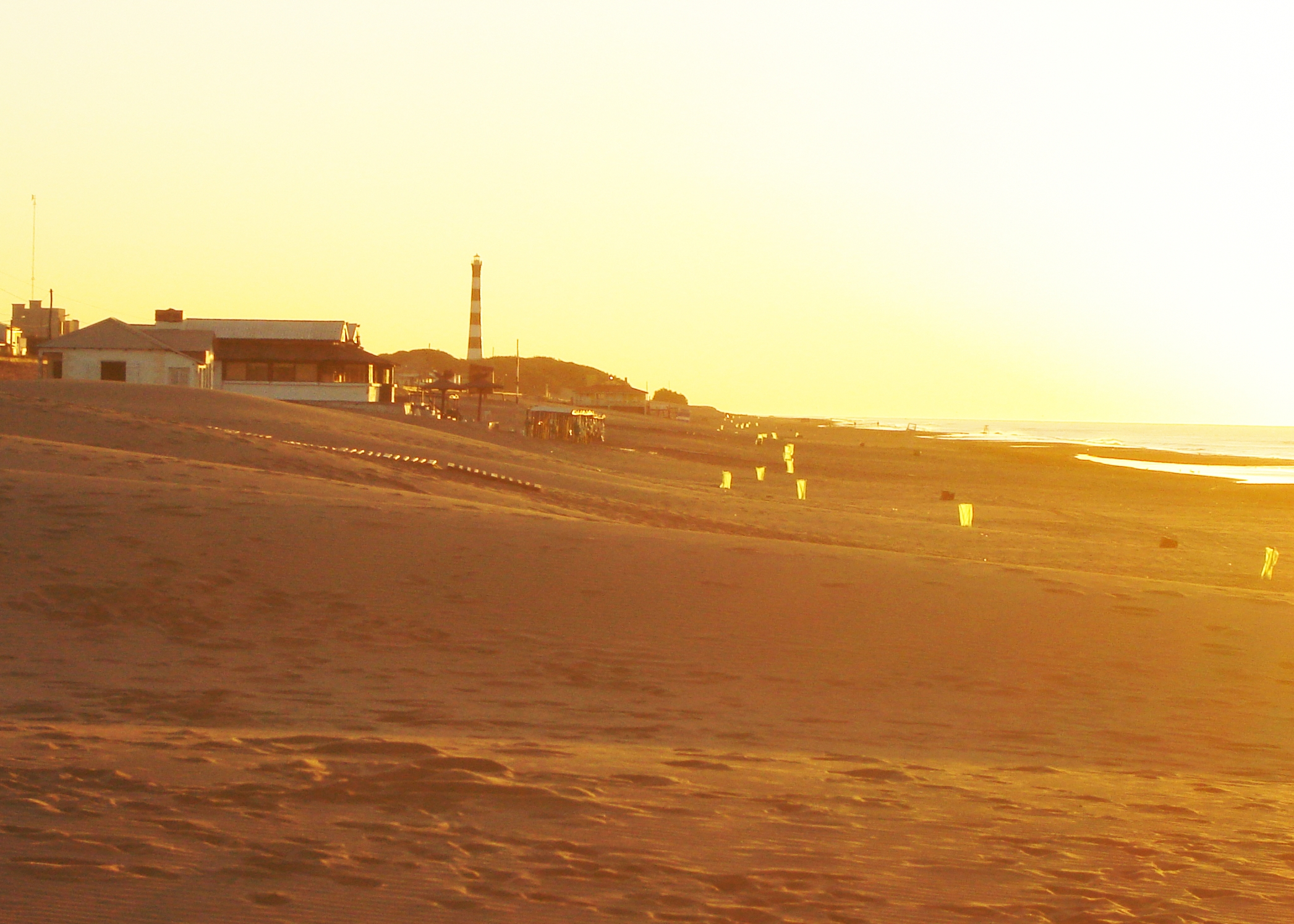
Vista del Faro Claromecó

El faro Claromecó es un faro habitado de la Armada Argentina que se encuentra en la ubicación 38°51′28.87″S 60°03′06.94″O / -38.8580194, -60.0519278 a una distancia de 2 km del centro de la localidad de Claromecó, en el partido de Tres Arroyos, próximo a la desembocadura del arroyo Claromecó, en la zona costera de la provincia de Buenos Aires, Argentina.
El faro consiste en una torre de mampostería con 278 escalones en su interior, y pintado con cinco franjas horizontales blancas y cinco negras en el exterior. Tiene altura de 54 metros, siendo, junto con el Faro Querandí uno de los más altos de la costa argentina, aunque superado por el de Recalada a Bahía Blanca. Por ello, el faro puede visualizarse a una distancia de 25,9 millas náuticas (48 km) de la costa. En su base tiene un ancho de 8 m mientras que en la parte más elevada es de 5 m.
La construcción del faro se inició en diciembre de 1921 y fue librado a servicio el día 20 de octubre de 1922. Su construcción se realizó en tierras que fueron donadas por María Larramendi de Bellocq y obedeció a la necesidad de tratar de evitar que los buques se aproximen a los bancos arenosos típicos de la zona, y que dificultan la navegación costera. Está provisto de grandes lámparas que con sus destellos pueden verse mar adentro, sobre todo cuando los vientos y las tormentas dificultan la navegación y la orientación.
El nombre del faro proviene del arroyo homónimo que se encuentra al sur de la provincia de Buenos Aires. Se trata del vocablo mapuche "claromecó" que a su vez se origina en las voces: "cla" (tres), "rume" (juncos) y "co" (arroyo, agua); cuya traducción sería: "Tres arroyos con juncos".